# Kuunkuiskaajat
Kuunkuiskaajat – fiński żeński duet folkowy założony w 2008 roku przez Susan Aho i Johannę Virtanen.

## Historia zespołu
Susan Aho zaczęła grać na akordeonie w wieku 13 lat, jest magistrem Wydziału Muzyki Folkowej Akademii Sibeliusa oraz pracuje w międzynarodowym teatrze lalek Sampo. Johanna Virtanen studiowała w Konserwatorium w Centralnej Ostrobotni w Kokkoli, a następnie kontynuowała studia na kierunku muzyki folkowej oraz śpiewu na Akademii Sibeliusa oraz została nauczycielką śpiewu. 

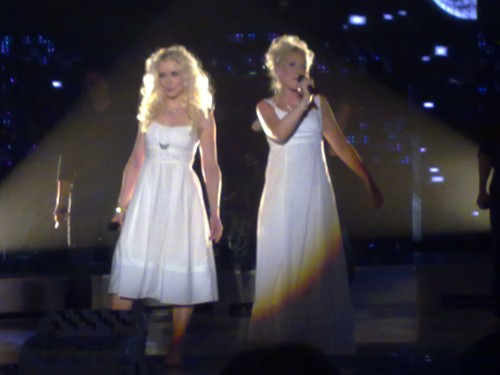
Kuunkuiskaajat w programie Euroviisut (2010)

Aho i Virtanen poznały się podczas współpracy w zespole Värttinä, z którym koncertowały po kraju i Europie. W grudniu 2009 roku  wydał swój debiutancki album pt. Kuunkuiskaajat. W styczniu 2010 dzięki utworowi „Työlki ellää” zwyciężyły w programie Euroviisut 2010, dzięki czemu zostały reprezentantkami Finlandii podczas 55. Konkursu Piosenki Eurowizji w Oslo. W maju zajęły 11. miejsce w półfinale konkursu i nie awansowały do finału; zabrakło im trzech punktów. W grudniu 2014 roku nagrały dwa świąteczne single: „Lumienkeli” i „Koko maailmassa rauha” we współpracy z Markojuhanim Rautavaarą.  W styczniu 2016 wydały singiel „Unelmaa”.

## Dyskografia
Albumy studyjne
- Kuunkuiskaajat (2009)